# ویشنوکا

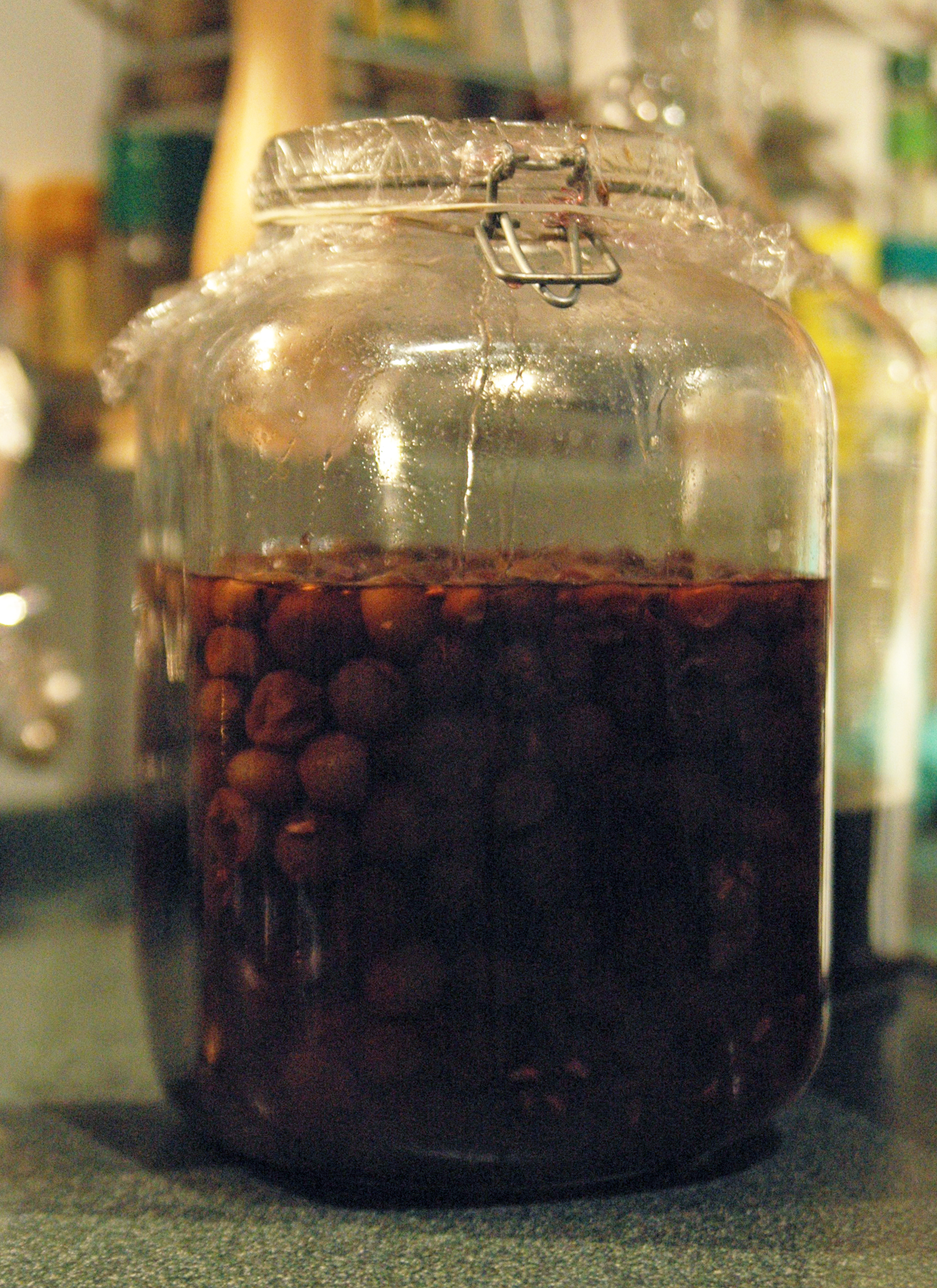
ویشنوکای دست‌ساز (خانگی)

ویشنوکا (به انگلیسی: Wiśniówka) لیکور شیرین لهستانی است که از خیساندن آلبالو در ودکا یا عرق دوآتشه به همراه شکر تهیه می‌شود.